# Club Deportivo Fundación Cultural La Calzada
El Club Deportivo Fundación Cultural La Calzada, más conocido simplemente como La Calzada, es un club de fútbol español de la localidad de Santo Domingo de la Calzada (La Rioja). Fue fundado en 2006, y juega en el grupo XVI de la Tercera Federación.

## Historia
El Club Deportivo Fundación Cultural La Calzada tomó en verano de 2006 el relevo del C. D. La Calzada desaparecido un año antes. Inscrito en la Regional Preferente el club calceatense permaneció en la categoría hasta la temporada 2011-12 al lograr el ascenso a Tercera División gracias a la combinación de su cuarto puesto y la imposibilidad de ascenso del tercer clasificado, el C. D. Anguiano B.
El ascenso a Tercera División supuso el regreso a categorías nacionales de un equipo de la localidad de Santo Domingo de la Calzada tras 16 años de ausencia. Durante las cinco siguientes temporadas el equipo permaneció en Tercera División, perdiendo la categoría en el último partido de la temporada 2016-17 tras ser derrotados por 0-4 con el Club Haro Deportivo y la victoria del rival directo, el C. P. Calasancio por 5-0 al descendido C.F. Rapid de Murillo.
En la temporada 2017-18 consiguió el ascenso a Tercera División al finalizar en tercera posición en la Regional Preferente gracias a su victoria por 3-1 frente el C. D. San Marcial.
En las siguientes temporadas el club se asentó en la categoría y año a año fue acercándose a los puestos de cabeza. Su mejor temporada fue, sin duda, la 2022-23, en la que acabó la temporada regular en el cuarto puesto, clasificándose así para la promoción de ascenso a Segunda Federación. Se proclamó campeón de la fase regional eliminando a la S. D. Oyonesa y al C. D, Varea y cayó en la final interregional contra el R. C. Villalbés. Volvió a clasificarse para la promoción de ascenso en la temporada 2024-25, aunque en esta ocasión cayó en primera ronda contra el C. D. Varea.

## Uniforme
- Uniforme titular: Camiseta granate, pantalón negro y medias negras.

## Estadio
Juega sus partidos en el campo de El Rollo, con una capacidad de 1000 espectadores siendo 300 localidades de asientos en una grada descubierta, donde también jugaba el extinto C. D. La Calzada.

## Datos del club
- Temporadas en Primera División: 0
- Temporadas en Segunda División: 0
- Temporadas en Primera Federación: 0
- Temporadas en Segunda Federación: 0
- Temporadas en Tercera Federación / Tercera División: 13
- Mejor puesto en la liga: 4.º en Tercera RFEF (temporada 2022-23)

### Histórico de temporadas
| Temporada | División        | Puesto |
| --------- | --------------- | ------ |
| 2006-07   | Preferente      | 14.º   |
| 2007-08   | Preferente      | 13.º   |
| 2008-09   | Preferente      | 9.º    |
| 2009-10   | Preferente      | 9.º    |
| 2010-11   | Preferente      | 7.º    |
| 2011-12   | Preferente      | 4.º    |
| 2012-13   | 3.ª (Grupo XVI) | 15.º   |
| 2013-14   | 3.ª (Grupo XVI) | 11.º   |
| 2014-15   | 3.ª (Grupo XVI) | 9.º    |
| 2015-16   | 3.ª (Grupo XVI) | 15.º   |

| Temporada | División             | Puesto |
| --------- | -------------------- | ------ |
| 2016-17   | 3.ª (Grupo XVI)      | 18.º   |
| 2017-18   | Preferente           | 3.º    |
| 2018-19   | 3.ª (Grupo XVI)      | 13.º   |
| 2019-20   | 3.ª (Grupo XVI)      | 18.º   |
| 2020-21   | 3.ª (Grupo XVI)      | 12.º   |
| 2021-22   | 3.ª Fed. (Grupo XVI) | 6.º    |
| 2022-23   | 3.ª Fed. (Grupo XVI) | 4.º    |
| 2023-24   | 3.ª Fed. (Grupo XVI) | 8.º    |
| 2024-25   | 3.ª Fed. (Grupo XVI) | 6.º    |
| 2025-26   | 3.ª Fed. (Grupo XVI) |        |

```
LEYENDA

 :Ascenso de categoría

 :Descenso de categoría
```

### Participaciones en promociones de ascenso
| Temporada | Liga               | Ronda            | Rival           | Ida | Vuelta | Global |  | Ascenso |
| --------- | ------------------ | ---------------- | --------------- | --- | ------ | ------ |  | ------- |
| 2022-23   | Tercera Federación | Cuartos de final | S. D. Oyonesa   | 0-0 | 5-2    | 2-5    |  |         |
| 2022-23   | Tercera Federación | Semifinal        | C. D. Varea     | 1-1 | 0-2    | 3-1    |  |         |
| 2022-23   | Tercera Federación | Final            | R. C. Villalbés | 1-1 | 0-3    | 4-1    |  |         |
| 2024-25   | Tercera Federación | Cuartos de final | C. D. Varea     | 0-1 | 3-2    | 2-4    |  |         |